# Олтре ил Коле
О̀лтре ил Ко̀ле (на италиански: Oltre il Colle; на ломбардски: Oltra 'l Col, Олтра ъл Кол) е село и община в Северна Италия, провинция Бергамо, регион Ломбардия. Разположено е на 1030 m надморска височина. Населението на общината е 1004 души (към 2017 г.).